# IgG4-gerelateerde ziekte
IgG4-gerelateerde ziekte is de overkoepelende naam voor de verschillende orgaanmanifestaties van een ziekte van het immuunsysteem waarbij de concentratie van Immunoglobuline G van het vierde subtype (IgG4) in het bloed en/of in het aangedane orgaan sterk verhoogd is. Hieronder valt onder andere IgG4-RD van de galwegen (IgG4-geassocieerde cholangitis).
In de Engelstalige literatuur wordt IgG4-gerelateerde ziekte doorgaans afgekort tot IgG4-RD (IgG4-Related Disease). Varianten van IgG4-gerelateerde systeemziekte zijn tot nu toe onder andere beschreven in onder andere de alvleesklier (auto-immuunpancreatitis), de galwegen (IgG4-geassocieerde cholangitis), de speekselklieren (IgG4-gerelateerde sialoadenitis), de oogkas (IgG4-gerelateerde orbitale pseudotumor) en de prostaat (IgG4-gerelateerde prostatitis), maar het lijkt erop dat IgG4-RD in zeer veel verschillende organen kan voorkomen.

## Ontstaan
Hoe IgG4-gerelateerde ziekte ontstaat is tot nog toe niet volledig duidelijk. Het is duidelijk dat ontregelingen in het immuunsysteem aanwezig zijn, maar wat daar precies aan processen aan ten grondslag ligt is een onderwerp van onderzoek. In het bloed en ook in het weefsel is vaak een verhoogde concentratie van het immuuneiwit Immunoglobuline G, en dan de 4e subklasse (kortweg IgG4) aanwezig, ofwel in vrije oplossing in het serum of gebonden aan witte bloedcellen. Dit IgG4 wordt normaliter geproduceerd door daarin gespecialiseerde B-cellen of plasmacellen. Het lijkt erop dat deze witte bloedcellen van mensen met IgG4-RD gestimuleerd worden tot IgG4-productie door chronische stimulatie met antigenen (dat zijn stoffen die een immuunreactie kunnen opwekken; antigenen kunnen zowel van buiten het lichaam komen zoals pollen of huisstofmijtstof, als van binnen het lichaam zoals bij auto-immuunziekten). 

## Diagnose
De klachten van patiënten met IgG4-gerelateerde ziekten zijn vaak niet eenvoudig te herkennen als passend bij IgG4-RD. Vaak lijken de klachten eerder te passen bij andere diagnosen. Wanneer de ziekte zich bijvoorbeeld in de galwegen (als cholangitis) of alvleesklier manifesteert krijgt een patiënt vaak heftige galstuwing en daardoor geelzucht, blokkade van de stroom van verteringssappen uit de alvleesklier en daardoor afvallen en soms ook andere klachten zoals jeuk. Dit past allemaal het meest bij een ruimte-innemend proces in de kop van de alvleesklier, en de meest veelvoorkomende oorzaak daarvan is een kwaadaardige ziekte in die regio (alvleesklierkanker of galwegkanker). Die kwaadaardige ziekten komen waarschijnlijk ook veel vaker voor dan IgG4-RD, dus moeten artsen altijd eerst (bijvoorbeeld met scans, biopsieën of bloedonderzoek) uitsluiten dat er sprake is van een maligne ziekte. Pas wanneer alle andere mogelijke oorzaken voor de ziekte zijn uitgesloten kan worden overwogen de diagnose IgG4-RD te stellen. 
In de meeste gevallen is het gehalte aan IgG4-eiwit in het serum van patiënten met IgG4-RD (sterk) verhoogd. Normaal is de bovengrens voor IgG4 1,40 gram per liter serum, bij patiënten met IgG4-RD ligt de concentratie echter vaak drie tot wel twintig keer hoger. Ook zijn er vaak met behulp van immunohistochemie in weefselbiopten voor IgG4 aankleurende cellen te vinden. Geen van deze twee tests is echter specifiek voor IgG4-RD: een gouden standaardtest om de aanwezigheid van IgG4-gerelateerde ziekte aan te tonen bestaat niet, waardoor het een diagnose per exclusionem (na uitsluiten van andere diagnosen) is.

## Behandeling
Met behulp van (hoog gedoseerde) immuunonderdrukkende medicijnen kan de activiteit van IgG4-gerelateerde ziekte vaak goed worden onderdrukt. Dikwijls behandelen artsen IgG4-RD-patiënten gedurende minstens een paar weken met dagelijkse doses prednisolon. Dat onderdrukt de klachten vaak goed. Omdat steroïden zoals prednisolon bij langdurig gebruik vervelende bijwerkingen kunnen hebben proberen behandelend artsen vaak na de eerste fase van onderdrukken van de ziekteactiviteit over te stappen op minder zware middelen om op de langere termijn nieuwe opvlammingen tegen te gaan. Een voorbeeld hiervan is azathioprine (Imuran). Een nieuwe experimentele aanpak is het gebruik van antistoftherapie om de B-cellen uit het lichaam te verwijderen. Hiervoor wordt rituximab (anti-CD20) ingezet. Het nut hiervan is echter nog niet bewezen. 
Wanneer de ziekte lokaal ook mechanische problemen veroorzaakt, bijvoorbeeld doordat de weefselzwelling een afvoerbuis zoals de galwegen afsluit, kan het nodig zijn om dit soort problemen nog aanvullend te behandelen. In het geval van een afgesloten galweg bijvoorbeeld kan het nodig zijn om met behulp van het (endoscopisch) plaatsen van een buisje in de galwegen (een stent) de afvloed van gal weer mogelijk te maken.

## Prognose
Het lijkt erop dat IgG4-RD in beginsel een 'goedaardig' proces is, waarbij de ziekte zich het meest gedraagt als een auto-immuunziekte. Desalniettemin kunnen de ontstekingsprocessen in de betrokken organen wel degelijk leiden tot uitgebreide orgaanschade, zoals alvleesklierdysfunctie of levercirrose. Wanneer het proces al zo vergevorderd is dat er verbindweefseling en verlittekening van het weefsel heeft plaatsgevonden dan kan een behandeling dat doorgaans niet meer ongedaan maken. 
Wanneer IgG4-RD in een relatief vroeg stadium effectief wordt behandeld, lijkt het erop dat dit het ziekteproces vaak gedurende langere tijd kan onderdrukken. In sommige gevallen is het waarschijnlijk zelfs zo dat de ziekte spontaan minder actief kan worden, maar gezien het risico op orgaanschade kiezen artsen toch liefst ervoor om een gediagnosticeerde IgG4-RD meteen met immuunonderdrukkers te behandelen.